# 伊藤顕道
伊藤 顕道（伊藤 顯道、いとう あきみち / けんどう、1900年〈明治33年〉6月20日 - 1982年〈昭和57年〉4月26日）は、昭和期の教育者、労働運動家、政治家。参議院議員。柔道八段。

## 経歴
群馬県前橋市向町（現住吉町）で、食品製造業・伊藤勝次郎、かめの三男として生まれる。1915年（大正4年）前橋久留万高等小学校を卒業、同年関口孝五郎の弘道館に入門し柔道を習う。1920年（大正9年）群馬師範学校本科一部を卒業し、久留万高等小学校訓導に就任。その後、東京高等師範学校に入学し、1924年（大正13年）同校本科を卒業した。
1924年、神奈川県立湘南中学校（現神奈川県立湘南高等学校）教諭に就任し、横浜高等商業学校嘱託を務めた。1927年（昭和2年）南満洲鉄道に入社し、安東中学校教諭、奉天第二中学校教諭を歴任。1939年（昭和14年）4月、新京弥生高等女学校長に就任した。満鉄教学監も務めた。
戦後、前橋市立第三中学校教諭となり、1951年（昭和26年）4月、全群馬教職員組合執行委員長に就任し1954年（昭和29年）3月まで在任して、同年4月、前橋市立第四中学校の初代校長に就任。この間、日本教職員組合関東地区協議会議長、群馬県労働金庫（現中央労働金庫）初代理事長を務めた。
1956年（昭和31年）7月の第4回参議院議員通常選挙に群馬県地方区から日本社会党公認で立候補して初当選。1962年（昭和37年）7月の第6回通常選挙で再選され、参議院議員に連続2期在任した。この間、社会党憲法擁護特別委員会副委員長、同院内役員、国土総合開発審議会委員、畑地農業改良促進対策審議会委員、参議院逓信委員長、同災害対策特別委員長、社会党群馬県支部連合会長、同県本部委員長などを務めた。
1970年（昭和45年）11月の秋の叙勲で勲二等に叙され、瑞宝章を受章する。
1982年（昭和57年）4月、肺癌により群馬県立前橋病院（現群馬県立心臓血管センター）で死去した。81歳没。同月30日、特旨を以て位四級を追陞され、死没日付をもって従六位から従四位に叙された。

## 脚註
1. 1 2  『官報』第16578号15頁 昭和57年5月7日号
2. 1 2 3 4 5 6 7 8 9 10 11 12 13 14 15 16 17 18 19 20 21  『群馬県人名大事典』59-60頁。
3. 1 2 3 4  『群馬新百科事典』上毛新聞社、2008年3月20日、62頁。ISBN 978-4-88058-988-6。
4. 1 2 3 4 5 6 7 8 9 10 11  『議会制度百年史 - 貴族院・参議院議員名鑑』242頁。
5. 1 2 3 4 5 6 7  『新訂 政治家人名事典 明治～昭和』58頁。
6. 1 2 3 4  読売新聞前橋支局 編『上州スポーツ人国記』煥乎堂、1987年12月15日、147-149頁。(要登録)
7. ↑  『国政選挙総覧 1947-2016』431頁。
8. ↑  『国政選挙総覧 1947-2016』432頁。
9. 1 2  『現代物故者事典 1980〜1982』29-30頁。
10. ↑  『官報』第13163号8頁 昭和45年11月4日号